# Zastava Hrvata u Srbiji
Zastava Hrvata u Srbiji službeno je izabrana 11. lipnja 2005., odlukom Hrvatskog nacionalog vijeća. Sastoji se od triju jednako širokih vodoravnih pruga crvene, bijele i plave boje s povijesnim hrvatskim grbom u sredini.
Nakon odcjepljenja Crne Gore od Srbije, zastava je prihvaćena kao zastava Hrvata u Srbiji.

## Izgled zastave
Zastava sliči zastavi Republike Hrvatske, samo što na središnjem grbu nema krune sastavljene od grbova povijesnih hrvatskih regija.
Grb je smješten u sredini zastave tako da donji dio grba zalazi u plavo polje zastave.

Podijeljen je u 25 crvenih i bijelih polja i to na taj način da je prvo polje grba (gornji lijevi kut) crvene boje. 

Grb je obrubljen crvenom crtom. Središnja točka grba poklapa se s točkom u kojoj se križaju dijagonale zastave. 
Omjer širine i dužine zastave je 1 : 2.

## Unutarnje poveznice
- Hrvati u Srbiji
- Grb Hrvata u Srbiji

## Vanjske poveznice
- Hrvatsko narodno vijeće Republike Srbije  Arhivirana inačica izvorne stranice od 23. lipnja 2008. (Wayback Machine) Obilježja
- Hrvatska riječ[neaktivna poveznica] Konačno zastava, 17. lipnja 2005.
- Hrvatska riječ[neaktivna poveznica] Zastava i grb za hrvatsku zajednicu, 17. lipnja 2005.
- Hrvatska riječ[neaktivna poveznica] Nacionalni simboli u službenoj uporabi, 25. studenoga 2005.